# Bockhorn (Basse-Saxe)
Pour les articles homonymes, voir Bockhorn.
Bockhorn est une commune de l'arrondissement de Frise, en Basse-Saxe, Allemagne.

## Géographie
La commune se situe au nord-ouest de la Frise orientale, au sud de Wilhelmshaven et en bordure de la baie de Jade.

### Quartiers
| 1. Bockhorn 2. Adelheidsgroden 3. Blauhand 4. Bockhornerfeld | 1. Bredehorn 2. Ellenserdammersiel 3. Goehlriehenfeld 4. Grabstede | 1. Jührdenerfeld 2. Kranenkamp 3. Moorwinkelsdamm 4. Osterforde | 1. Petersgroden 2. Steinhausen |

## Jumelage
- Vértessomló (Hongrie) depuis 2002